# Circonscription de Moreton
La circonscription de Moreton est une circonscription électorale fédérale australienne dans le Queensland. Elle a été créée en 1900 et est l'une des 75 circonscriptions existant lors de la première élection fédérale en 1901. Elle porte le nom de la baie Moreton.
Elle s'étend au sud du centre-ville et comprend les quartiers d'Archerfield, Chelmer, Fairfield, Graceville, Karawatha, Kuraby, Macgregor, Moorooka, Nathan, Robertson, Rocklea, Runcorn, Salisbury, Stretton, Sunnybank, Sunnybank Hills, Tennyson, Yeronga, Yeerongpilly et partiellement ceux d'Algester, Berrinba, Calamvale, Coopers Plains, Drewvale, Eight Mile Plains, Parkinson, Sherwood et Tarragindi.

## Représentants
| Nom                   | Parti            | Période de mandat |
| --------------------- | ---------------- | ----------------- |
| James Wilkinson       | Indépendant      | 1901–1904         |
| James Wilkinson       | Travailliste     | 1904–1906         |
| Hugh Sinclair         | Anti-socialiste  | 1906–1909         |
| Hugh Sinclair         | Commonwealth     | 1909–1916         |
| Hugh Sinclair         | Nationaliste     | 1916–1919         |
| Arnold Wienholt       | Nationaliste     | 1919–1922         |
| Josiah Francis        | Nationaliste     | 1922–1931         |
| Josiah Francis        | United Australia | 1931–1944         |
| Josiah Francis        | Libéral          | 1944–1955         |
| James Killen          | Libéral          | 1955–1983         |
| Donald Milner Cameron | Libéral          | 1983–1990         |
| Garrie Gibson         | Travailliste     | 1990–1996         |
| Gary Hardgrave        | Libéral          | 1996–2007         |
| Graham Perrett        | Travailliste     | 2007–en cours     |

## Résultats des élections
| Parti                            | Parti                        | Candidat                     | Voix   | %     | ±     |
| -------------------------------- | ---------------------------- | ---------------------------- | ------ | ----- | ----- |
|                                  | Travailliste                 | Graham Perrett (en)          | 34 633 | 37,42 | +2,27 |
|                                  | Libéral national             | Steven Huang                 | 30 777 | 33,25 | −7,58 |
|                                  | Verts                        | Claire Garton                | 19 250 | 20,80 | +4,04 |
|                                  | Une nation                   | Neil Swann                   | 3 364  | 3,63  | +0,32 |
|                                  | UAP                          | Chelsea Follett              | 3 064  | 3,31  | +1,09 |
|                                  | Fédération                   | Peter Power                  | 1 468  | 1,59  | +1,59 |
| Total des suffrages exprimés     | Total des suffrages exprimés | Total des suffrages exprimés | 92 556 | 97,24 | +0,24 |
| Votes nuls                       | Votes nuls                   | Votes nuls                   | 2 625  | 2,76  | −0,24 |
| Participation                    | Participation                | Participation                | 95 181 | 88,86 | −2,06 |
| Résultat de préférence bipartite |                              |                              |        |       |       |
|                                  | Travailliste                 | Graham Perrett (en)          | 54 690 | 59,09 | +7,19 |
|                                  | Libéral national             | Steven Huang                 | 37 866 | 40,91 | −7,19 |
|                                  | Travailliste retenir         | Travailliste retenir         | Swing  | +7,19 |       |